# Бабакин (лунный кратер)
Кратер Бабакин (лат. Babakin), не путать с кратером Бабакин на Марсе, — небольшой ударный кратер, расположенный почти в центре огромного кратера Ферми на обратной стороне Луны. Название дано в честь советского инженера, конструктора, работавшего в космической программе СССР, Георгия Николаевича Баба́кина (1914—1971) и утверждено Международным астрономическим союзом в 1973 г.

## Описание кратера

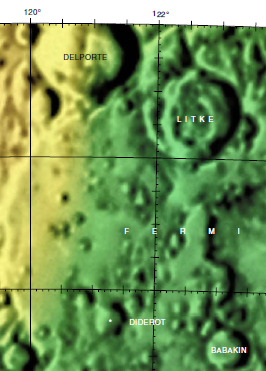
Фрагмент карты LAC-101.

К западу от кратера находится кратер Дидро, к северу — кратер Литке, к востоку — кратер Циолковский, к юго-западу — кратер Ксенопонт.

Селенографические координаты центра кратера — 20°49′ ю. ш. 123°16′ в. д. / 20,81° ю. ш. 123,26° в. д., диаметр — 19 км, глубина — 1,8 км.

Кратер имеет типичную чашеобразную форму, дно чаши кратера и его вал испещрены множеством мелких кратеров. Западная и северная части вала кратера разрушены в большей степени. Высота вала кратера над окружающей местностью составляет 780 м, объем кратера приблизительно 240 км³.

Кратер образован в слое пород, выброшенных при ударном событии, образовавшем кратер Циолковский и, таким образом, младше последнего.

## Сателлитные кратеры
Отсутствуют